# 劉孝儀
劉孝儀（484年—550年），名潜，字孝儀，以字行，彭城郡彭城县安上里人，南梁官员。

## 生平
刘孝仪年少失去雙親，和兄弟互相鼓勵學習，精於寫文章；劉孝綽經常說：「三筆六詩。」三就是指他，六則是指劉孝威。天監五年（506年），刘孝仪獲舉薦秀才，從鎮右始興王蕭憺的法曹行參軍起家，跟隨他到益州的王府就任，兼任記室。蕭憺入朝任職中撫軍，他轉官主簿，遷轉為尚書殿中郎，受朝廷詔令寫下《雍州平等金像碑》，文辭華麗。晉安王蕭綱出鎮襄陽，徵引任官安北功曹史，因為母親逝世辭官；蕭綱被立為皇太子，刘孝仪剛好服喪完成，補任太子洗馬，遷職太子中舍人，之後外任戎昭將軍、陽羨縣令，任內有治績，擢升為建康縣令。
大同三年（537年），刘孝仪改任中書郎，以公事降官為安西諮議參軍，兼散騎常侍。出使東魏回國後除授中書郎，很快兼任司徒右長史，又兼任寧遠長史、行彭城琅邪兩郡事。其後累遷尚書左丞，兼御史中丞，任內沒有顧慮地彈劾有罪的官員，獲得時人稱頌。大同十年（544年），外任伏波將軍、臨海太守，當時法律粗疏，很多百姓不遵守；刘孝仪剛到任，就宣示條例制度，致力安撫人心，境內安寧，風俗改正。中大同元年（546年），他入朝守都官尚書，到太清元年（547年），外任明威將軍、豫章內史。次年（548年），侯景攻打建康，刘孝仪派兒子劉勵帶領三千名郡兵，跟隨前衡州刺史韋粲支援官軍。
太清三年（549年）建康失守，他被前歷陽太守莊鐵逼離豫章，至大寶元年（550年）病逝，虛歲六十七。

## 评价
刘孝仪為人寬厚，尤其是家居的操行，次兄劉孝能早逝，他盡心照顧寡嫂，家中事務都先諮詢她。他和妻兒子朝夕侍奉寡嫂，不曾失曲禮節，世人因此稱道。

## 著作
有文集二十卷流傳。

## 家族
祖父是劉宋司空劉勔，父親南齊大司馬霸府從事中郎劉繪，兄弟劉孝綽、劉孝熊（孝能）、劉孝勝、劉孝威、劉孝先。

## 引用
1. ↑  《梁書·卷三十三·列傳第二十七》：劉孝綽字孝綽，彭城人，本名冉。祖勔，宋司空忠昭公。父繪，齊大司馬霸府從事中郎。
2. 1 2  《梁書·卷四十一·列傳第三十》：刘孝仪字孝儀，秘書監孝綽弟也。幼孤，與兄弟相勵勤學，並工屬文。孝綽常曰「三筆六詩」，三卽孝儀，六孝威也。……第二兄孝能……第五弟孝勝……第六弟孝威……第七弟孝先……
3. 1 2  《南史·卷三十九·列傳第二十九》：孝綽弟潛字孝儀，幼孤，與諸兄弟相勖以學，並工屬文。孝綽嘗云：「三筆六詩」，三即孝儀，六謂孝威也。
4. ↑  《梁書·卷四十一·列傳第三十》：天監五年，舉秀才。起家鎮右始興王法曹行參軍，隨府益州，兼記室。王入爲中撫軍，轉主簿，遷尚書殿中郎。敕令制《雍州平等金像碑》，文甚宏麗。晉安王綱出鎮襄陽，引爲安北功曹史，以母憂去職。王立爲皇太子，孝儀服闋，仍補洗馬，遷中舍人。出爲戎昭將軍、陽羨令，甚有稱績，擢爲建康令。
5. ↑  《南史·卷六十二·列傳第五十二》：舉秀才，累遷尚書殿中郎。敕令制雍州平等寺金像碑，文甚宏麗。晉安王綱鎮襄陽，引為安北功曹史。及王為皇太子，仍補洗馬，遷中舍人。出為陽羨令，甚有稱績。
6. ↑  《梁書·卷四十一·列傳第三十》：大同三年，遷中書郎，以公事左遷安西諮議參軍，兼散騎常侍。使魏還，復除中書郎。頃之，權兼司徒右長史，又兼寧遠長史、行彭城琅邪二郡事。累遷尚書左丞，兼御史中丞。在職彈糾無所顧望，當時稱之。十年，出爲伏波將軍、臨海太守。是時政網疏闊，百姓多不遵禁。孝儀下車，宣示條制，勵精綏撫，境內翕然，風俗大革。
7. ↑  《南史·卷六十二·列傳第五十二》：後為中書郎，以公事左遷安西諮議參軍，兼散騎常侍。使魏還，除中書郎。累遷尚書左丞，長兼御史中丞。在職多所彈糾，無所顧望，當時稱之。出為臨海太守。時政網疏闊，百姓多不遵禁。孝儀下車，宣下條制，勵精綏撫，境內翕然，風俗大變。
8. ↑  《梁書·卷四十一·列傳第三十》：中大同元年，入守都官尚書。太清元年，出爲明威將軍、豫章內史。二年，侯景寇京邑，孝儀遣子勵帥郡兵三千人，隨前衡州刺史韋粲入援。三年，宮城不守，孝儀爲前歷陽太守莊鐵所逼，失郡。大寶元年，病卒，時年六十七。孝儀爲人寬厚，內行尤篤。第二兄孝能早卒，孝儀事寡嫂甚謹，家內巨細，必先諮決。與妻子朝夕供事，未嘗失禮。世以此稱之。有文集二十卷，行於世。
9. ↑  《南史·卷六十二·列傳第五十二》：入遷都官尚書。太清元年，出為豫章內史。侯景寇建鄴，孝儀遣子勵帥郡兵三千，隨前衡州刺史韋粲入援。及宮城不守，孝儀為前曆陽太守莊鐵所逼，失郡，卒。孝儀為人寬厚，內行尤篤。第二兄孝熊早卒，孝儀奉寡嫂甚謹，家內巨細必先諮決，與妻子朝夕供事，未嘗失禮，時人以此稱之。有文集二十卷行於世。

## 延伸阅读
[在维基数据编辑]
 在维基文库阅读此作者作品
 《梁書/卷41》，出自姚思廉《梁書》